# 28. новембар
28. новембар (28.11.) је 332. дан године по грегоријанском календару (333. у преступној години). До краја године има још 33 дана.

## Догађаји
- 587 — Франачки краљ Гунтрам је потписивањем споразума из Анделоа признао Хилдеберта II за краља Аустразије.
- 1443 — Искористивши лажно писмо султана Мурата II, Скендербег је постао господар Кроје.
- 1520 — Португалски морепловац Фердинанд Магелан упловио у Пацифик, прошавши из Атлантског океана кроз мореуз који сада носи његово име.
- 1821 — Панама прогласила независност од Шпаније и придружила се Колумбији.
- 1830 — У Београду на Ташмајдану у присуству кнеза Милоша и београдског паше свечано је прочитан хатишериф турског султана Махмуда II о аутономији Србије. Турци су након тога продали своја имања Србима и напустили Београд.
- 1830 — Владика Петар II Петровић Његош је лишио титуле гувернадура Вуколаја Радоњића.
- 1905 — Ирски националиста Артур Грифит основао у Даблину партију Шин Фејн, чији је главни задатак била борба за осамостаљење Ирске од Велике Британије.
- 1908 — Експлозија у руднику угља у Мариани у Пенсилванији однела 154 жртве.
- 1912 — Свеалбански конгрес је на скупштини у Валони прогласио независност Албаније од Османског царства.
- 1919 — Ненси Естор је као прва жена изабрана у британски парламент.
- 1920 — У Краљевини СХС одржани су први избори за Уставотворну скупштину. Највише гласова добили су демократе освојивши 92 од 419 мандата и радикали са 91 мандатом, а изненађење су приредили комунисти са 50 посланичких места. Жене, војници и официри, као и припадници националних мањина, нису имали право гласа.
- 1941 — Црвена армија у Другом светском рату избацила немачке трупе из Ростова.
- 1942 — 
  - У пожару који је уништио ноћни клуб "Цоцоанут Грове" у америчком граду Бостон погинуло 491 особа.
  - Одиграла се Битка на Малешевцима у сјевероисточној Босни, у којој су партизанске снаге оствариле значајну побједу над четницима, сматрану најважнијом у тоj регији.
- 1943 — У Техерану су у Другом светском рату, на првом заједничком састанку, совјетски лидер Јосиф Стаљин, председник САД Френклин Рузвелт и британски премијер Винстон Черчил разматрали отварање другог фронта у Европи, операције на источном фронту, послератно уређење Европе и питање Југославије. Договорено је да се Југославија обнови "у потпуном територијалном интегритету и независности, с тим што ће питање њених западних граница бити решено после рата".
- 1950 — У Београду је основан Музеј позоришне уметности Србије.
- 1962 — Група усташких терориста напала Представништво ФНРЈ у Бад Годесбергу, у близини Бона, који је тада био главни град Западне Немачке. Овом приликом рањено је двоје службеника амбасаде - Момчило Поповић и Стана Довган. Момчило Поповић, преминуо је 13 дана касније у болници у Бону, а потом је проглашен за народног хероја Југославије.
- 1954 — Ернесту Хемингвеју додељена Нобелова награда за књижевност.
- 1960 — Мауританија добила независност од Француске.
- 1964 — У Хановеру основана "Натионалдемократисцхе Партеи Деутсцхландс" (НПД).
- 1971 — Припадници палестинске терористичке организације Црни септембар убили су јорданског премијера Васфија ел Тела у Каиру, где је допутовао ради учешћа на Арапској конференцији.
- 1975 — Фретилин (Револуционарни фронт за независност Источног Тимора) прогласио је независност од Индонезије и оснивање Демократске републике Источни Тимор.
- 1979 — Новозеландски авион DC-10 је ударио у планину Еребус на Антарктику, што није преживео нико од 257 путника и чланова посаде.
- 1986 — Одржана званична прослава отворења височке дворане утакмицом између РК Босна (Високо) и РК Борац (Бања Лука).
- 1987 — Приликом пада јужноафричког авиона "Боинг 747" у Индијски океан близу Маурицијуса погинуло је свих 160 путника и чланова посаде.
- 1989 — Индијски премијер Раџив Ганди дао оставку после пораза на изборима.
- 1994 — Норвежани на референдуму одбили да се прикључе Европској унији.
- 1996 — Генерал Ратко Младић, против кога је Међународни суд за ратне злочине подигао оптужницу 25. јула 1995, формално је смењен с места команданта Главног штаба Војске Републике Српске. Младић је на том месту био од 12. маја 1992.
- 2000 —

- Украјински политичар Олександер Мороз јавно је оптужио председника Леонида Кучму за учествовање у убиству новинара Георгија Гонгадзеа.
- Холандски парламент је одобрио закон којим се допушта еутаназија и самоубиство уз помоћ лекара. Тиме је Холандија постала прва земља која је легализовала такву праксу.

- 2002 — 200-милионити туриста посетио Ајфелов торањ.
- 2004 — У експлозији гаса у руднику угља Цхењиасхан на северу Кине живот је изгубило 166 рудара.
- 2005 — Израелски медији саопштиле главне тачке државног плана израелске политичке партије Кадима
- 2008 — Покренута РТС Дигитал, прва српска искључиво дигитална телевизија.

## Рођења
- 1632 — Жан-Батист Лили, француско-италијански композитор. (прем. 1687)
- 1757 — Вилијам Блејк, енглески песник, писац, сликар и графичар. (прем. 1827)
- 1820 — Фридрих Енгелс, немачки филозоф, историчар, комуниста, социолог, новинар и револуционар, најближи сарадник Карла Маркса. (прем. 1895)
- 1881 — Штефан Цвајг, аустријски писац, драматург, новинар и биограф. (прем. 1942)
- 1901 — Драган Алексић (песник), српски уметник, песник, драмски писац, филмски стваралац. (прем. 1964)[1]
- 1907 — Алберто Моравија, италијански књижевник и новинар. (прем. 1990)
- 1909 — Александар Ранковић, комунистички револуционар, учесник Народноослободилачке борбе, друштвено-политички радник СФР Југославије и СР Србије, јунак социјалистичког рада, народни херој Југославије и потпредседник СФР Југославије. (прем. 1983)
- 1921 — Слободан Џунић, српски приповедач, романсијер и песник. (прем. 1998)[2]
- 1923 — Глорија Грејам, америчка глумица и певачица. (прем. 1981)
- 1925 — Јожеф Божик, мађарски фудбалер и фудбалски тренер. (прем. 1978)
- 1944 — Рита Меј Браун, амерички списатељица, песникиња и сценаристкиња.[3]
- 1946 — Џо Данте, амерички редитељ, продуцент, монтажер и глумац.
- 1948 — Агњешка Холанд, пољска редитељка и сценаристкиња.
- 1948 — Бранислав Митровић, југословенски, црногорски и српски архитекта, професор Архитектонског факултета Универзитета у Београду.[4]
- 1949 — Војислав Лековић, црногорски је стоматолог, академик и редовни члан Одељења медицинских наука Српске академије наука и уметности.[5]
- 1950 — Борис Бизетић, српски музичар, песник, комичар и ТВ водитељ.
- 1950 — Расел Алан Халс, амерички физичар, добитник Нобелове награде за физику (1993).
- 1950 — Ед Харис, амерички глумац, продуцент, редитељ и сценариста.
- 1955 — Алесандро Алтобели, италијански фудбалер.
- 1959 — Стивен Роуч, ирски бициклиста.
- 1961 — Алфонсо Куарон, мексички редитељ, сценариста и продуцент.
- 1961 — Бојан Милановић, српски певач.
- 1964 — Рој Тарпли, амерички кошаркаш. (прем. 2015)
- 1970 — Братислав Живковић, српски фудбалер и фудбалски тренер.
- 1971 — Андрија Ђогани, српски играч и певач.
- 1977 — Фабио Гросо, италијански фудбалер и фудбалски тренер.
- 1978 — Ејми Гарсија, америчка глумица.
- 1979 — Фабијан Гербер, немачки фудбалер.
- 1982 — Леандро Барбоса, бразилски кошаркаш.
- 1983 — Ана Горшкова, руска глумица и модел.
- 1984 — Ендру Богут, аустралијски кошаркаш.
- 1984 — Мери Елизабет Винстед, америчка глумица и певачица.
- 1987 — Карен Гилан, шкотска глумица, редитељка и сценаристкиња.
- 1988 — Скарлет Померс, америчка глумица и музичарка.
- 1988 — Адријан Родригез, шпански глумац и певач.
- 1989 — Ди Џеј Сили, амерички кошаркаш.
- 1992 — Дедрик Бојата, белгијски фудбалер.
- 1995 — Тин Једвај, хрватски фудбалер.
- 1998 — Пејтон Мејер, амерички глумац.

## Смрти
- 1870 — Фредерик Базиј, француски сликар (рођ. 1841)
- 1878 — Ђура Јакшић, српски сликар, песник и приповедач. (рођ. 1832)
- 1916 — Никола Спасић, српски велетрговац, добротвор и велики задужбинар. (рођ. 1838)
- 1939 — Џејмс Нејсмит, канадски изумитељ кошарке (рођ. 1861)
- 1945 — Двајт Дејвис, амерички тенисер и политичар. (рођ. 1879)
- 1952 — Јелена Савојска, италијанска краљица. (рођ. 1873)
- 1954 — Енрико Ферми, италијански физичар. (рођ. 1901).
- 2010 — Лесли Нилсен, канадско-амерички глумац. (рођ. 1926)
- 2011 — Анте Марковић, последњи премијер СФРЈ и први председник бившег Савеза реформских снага Југославије. (рођ. 1924)

## Празници и дани сећања
Српска православна црква данас слави
- Свети мученици Гурије, Самон и Авив
- Свети мученици Елпидије, Маркел и Евстохије
- Празник иконе свете Богородице „Купјатицке” (Почетак поста)
- Свети мученик Димитрије
- Свети преподобни Кинтион, епископ
- Свети преподобномученик Захарија
- Свети мученици Евпсихије, Неарх и Картерије